# Aleksandra Wenerska
Aleksandra Wenerska z d. Wójcik (ur. 3 stycznia 1994 w Kamiennej Górze) – siatkarka grająca na pozycji przyjmującej, reprezentantka Polski kadetek, juniorek oraz seniorek. 
Wzięła udział w mistrzostwach Europy kadetek w 2011 r. w Ankarze, zajmując 5. miejsce i kwalifikując się do mistrzostw świata. W fazie grupowej podopieczne Andrzeja Pecia wygrały trzy mecze, pokonując m.in. późniejsze mistrzynie Europy, Turczynki, i były o krok od awansu do strefy medalowej. Ostatecznie zagrały o miejsca 5.-8. Najpierw pokonały Grecję 3:1, a w decydującym o piątej lokacie spotkaniu rozprawiły się ze Słowacją, 3:0. We wszystkich siedmiu meczach, które Polki rozegrały w Ankarze, Wójcik wychodziła w pierwszej szóstce. Następnie reprezentowała Polskę na mistrzostwach świata kadetek, w których zespół zajął 4. miejsce. Dobrą postawą walnie przyczyniła się do sukcesu reprezentacji. W każdym z meczów znajdowała się w podstawowym składzie. W sumie zdobyła w całym turnieju 62 punkty. W 2012 r. odniosła swój pierwszy sukces w reprezentacji juniorek. W Mohylewie uzyskała awans na mistrzostwa Europy juniorek. W każdym meczu znajdowała się w wyjściowym składzie. W całym turnieju kwalifikacyjnym zdobyła 49 punktów.
W 2012 r. zadebiutowała w reprezentacji Polski seniorek przeciwko Rosji podczas turnieju o Puchar Borysa Jelcyna. W maju 2014 r. wywalczyła awans do Mistrzostw Europy 2015. W kadrze narodowej wystąpiła 29 razy (stan na grudzień 2014 r.).
Od 2013 r. jej managerem jest Roberto Mogentale, mąż siatkarki Małgorzaty Glinki-Mogentale. W czerwcu 2024 r. poślubiła Macieja Wenerskiego. 

## Sukcesy klubowe

### Młodzieżowe
Mistrzostwa Polski Młodziczek:
- 2009

Mistrzostwa Polski Kadetek:
- 2011

### Seniorskie
Mistrzostwo Polski:
- 2019
- 2020, 2021, 2025[11]

## Sukcesy reprezentacyjne
Liga Europejska:
- 2014